# Rososzka
Rososzka [pronunciación en polaco: /rɔˈsɔʂka/] es un pueblo ubicado en el distrito administrativo de Gmina Chynów, dentro del Condado de Grójec, Voivodato de Mazovia, en el este de Polonia central. Se encuentra aproximadamente a 8 kilómetros al este de Chynów, a 24 kilómetros al este de Grójec, y a 38 kilómetros al sur de Varsovia.